# Isoentomon sylvicola
Isoentomon sylvicola är en urinsektsart som beskrevs av Sören Ludvig Paul Tuxen 1975. Isoentomon sylvicola ingår i släktet Isoentomon och familjen trakétrevfotingar. Inga underarter finns listade i Catalogue of Life.